# Preston Park Museum
Le Preston Park Museum est un musée d'histoire locale britannique situé à Stockton-on-Tees, en Angleterre. Il compte parmi les chefs-d'œuvre de ses collections Les Joueurs de dés de Georges de La Tour.